# Croix-Mare
Croix-Mare é uma comuna francesa na região administrativa da Normandia, no departamento de Sena Marítimo. Estende-se por uma área de 8,69 km². Em 2010 a comuna tinha 788 habitantes (densidade: 90,7 hab./km²).